# 1978 في الجزائر
فيما يلي قوائم الأحداث التي وقعت خلال عام 1978 في الجزائر.

## سياسة

### تعيين في المنصب
- 27 ديسمبر – رابح بيطاط رئيس الجزائر.

### انتهاء فترة المنصب
- 27 ديسمبر – هواري بومدين رئيس الجزائر.

## مواليد

### فبراير
- 3 فبراير – بو عبد الله داود لاعب كرة قدم جزائري.[1]
- 10 فبراير – تهامي نهيضة[2]

### مارس
- 3 مارس – هشام بومعراف مغني جزائري.
- 15 مارس – علي سعيدي سياف[3]

### مايو
- 31 مايو – رضى بن حاج لاعب كرة قدم جزائري.[4]

### يونيو
- 25 يونيو – ليندا تالي مغنية كندية.[5]

## وفيات

### مارس
- 5 مارس – أحمد قايد (مواليد 1921) سياسي جزائري.[6]
- 19 مارس – غاستون جوليا (مواليد 1893) رياضياتي فرنسي.[7]

### أبريل
- 19 أبريل – عبد القادر معزوز (مواليد 1932) لاعب كرة قدم فرنسي.

### يونيو
- 2 يونيو – مالك حداد (مواليد 1927) كاتب جزائري.[8]

### نوفمبر
- 23 نوفمبر – محمد العنقة (مواليد 1907) مغني جزائري.

### ديسمبر
- 27 ديسمبر – هواري بومدين (مواليد 1932) رئيس الجمهورية الجزائرية الديمقراطية الشعبية.[9]